# Barrios de Montevideo
La ville de Montevideo, capitale de l'Uruguay, est divisée en 62 « barrios », c'est-à-dire des quartiers ou des districts.

## Liste des barrios de Montevideo
| 1. Ciudad Vieja 2. Centro 3. Barrio Sur 4. Aguada 5. Villa Muñoz - Retiro, Goes 6. Cordón 7. Palermo 8. Parque Rodó 9. Tres Cruces 10. La Comercial 11. Larrañaga 12. La Blanqueada 13. Parque Batlle - Villa Dolores 14. Pocitos 15. Punta Carretas 16. Unión 17. Buceo 18. Malvín 19. Malvín Norte 20. Las Canteras 21. Punta Gorda | 1. Carrasco 2. Carrasco Norte 3. Bañados de Carrasco 4. Flor de Maroñas 5. Maroñas - Parque Guaraní 6. Villa Española 7. Ituzaingó 8. Castro - Pérez Castellanos 9. Mercado Modelo - Bolívar 10. Brazo Oriental 11. Jacinto Vera 12. La Figurita 13. Reducto 14. Capurro - Bella Vista, Arroyo Seco 15. Prado 16. Atahualpa 17. Aires Puros 18. Paso de las Duranas 19. Belvedere 20. La Teja 21. Tres Ombúes - Pueblo Victoria | 1. Villa del Cerro 2. Casabó - Pajas Blancas 3. La Paloma - Tomkinson 4. Paso de la Arena - Santiago Vázquez 5. Nuevo París 6. Conciliación 7. Sayago 8. Peñarol - Lavalleja 9. Colón Centro y Noroeste 10. Lezica - Melilla 11. Colón Sudeste - Abayubá 12. Manga - Toledo Chico 13. Casavalle 14. Cerrito de la Victoria 15. Las Acacias 16. Jardines del Hipódromo 17. Piedras Blancas 18. Manga 19. Punta de Rieles - Bella Italia 20. Villa García - Manga Rural |